# Liers- und Letherter Bach
Koordinaten: 50° 30′ 19″ N, 6° 52′ 57″ O
Das Naturschutzgebiet Liers- und Letherter Bach liegt auf dem Gebiet der Stadt Bad Münstereifel im Kreis Euskirchen in Nordrhein-Westfalen.
Das aus zwei Teilflächen bestehende Gebiet erstreckt sich südöstlich der Kernstadt Bad Münstereifel und nordwestlich von Obliers, einem Ortsteil der Ortsgemeinde Lind im Landkreis Ahrweiler in Rheinland-Pfalz, entlang des Liers- und des Letherter Baches. Nördlich des Gebietes verläuft die Landesstraße L 234 und westlich die L 113. Am östlichen Rand verläuft die Landesgrenze zu Rheinland-Pfalz.

## Bedeutung
Das etwa 102,2 ha große Gebiet wurde im Jahr 2007 unter der Schlüsselnummer EU-161 unter Naturschutz gestellt.